# Stefan Melkowski
Stefan Melkowski (ur. 21 maja 1931 w Toruniu, zm. 11 lutego 2015 w Toruniu) – polski eseista, historyk literatury oraz krytyk literacki.
Ukończył filologię polską na Uniwersytecie Mikołaja Kopernika. W 1962 roku uzyskał stopień doktora na Uniwersytecie Warszawskim za rozprawę o poglądach estetycznych Bolesława Prusa. Jako krytyk literacki debiutował w 1955 roku na łamach miesięcznika „Głos Nauczycielski”. W latach 1955–1965 był kustoszem Biblioteki Narodowej w Warszawie. Od 1965 był pracownikiem naukowo-dydaktycznym Uniwersytetu Mikołaja Kopernika oraz Uniwersytetu Warszawskiego. Laureat Medalu Jerzego Sulimy-Kamińskiego. Został pochowany na cmentarzu w Ciechocinie.

## Twórczość wybrana
- Poglądy estetyczne i działalność krytyczno-literacka Bolesława Prusa (1963)
- Bryll (szkic, 1974)
- Świadectwo obecności (szkice, 1978)
- Pisarz w społeczeństwie (szkice, 1979)
- Oczekiwania i zapowiedzi (szkice, 1980)
- Rówieśnicy i bracia starsi (szkice, 1980)
- Powód czytania (szkice, 1982)
- Różne strony (szkice, 1983)
- Wojciech Żukrowski (szkic, 1985)
- Wyznania zawieszonego (felietony, 1987)
- Powieść na rozdrożu. Poetyka „Sławy i chwały” Jarosława Iwaszkiewicza (Toruń 1994)
- Świat opowiadań. Krótkie formy narracyjne w prozie Jarosława Iwaszkiewicza po roku 1939 (Toruń 1997)
- Między uwielbieniem a odrzuceniem. Problematyka profesjonalnego odbioru dzieł literackich na przykładzie głosów krytyki z lat 1945–1995 o twórczości Jarosława Iwaszkiewicza (Toruń 2004)